# Zacarias da Sérvia
Zacarias (em sérvio: Захаријa; romaniz.: Zaharija; em grego medieval: Ζαχαρίας; romaniz.: Zacharías), também conhecido como Zacarias Filho de Pribéstlabo (em sérvio: Захаријa Прибислављевић; romaniz.: Zaharija Pribislavljević), foi o Príncipe da Sérvia de 922 até 924. Ele derrotou seu primo Paulo em 922 e tomou o trono sérvio para si. Zacarias era filho de Pribéstlabo, o filho mais velho de Mutímero (r. 851–891) da primeira dinastia sérvia.

## Vida

Árvore genealógica da Casa de Blastímero

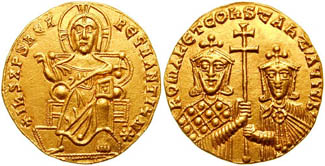
Soldo de r. e r.

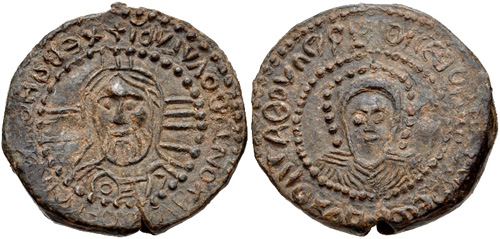
Selo do imperador r.

Seu pai, Pribéstlabo (r. 891–892) até seu sobrinho Pedro, filho de Ginico, retornar do exílio e derrotá-lo em batalha, capturando o trono para si (r. 892–917). Pribéstlabo fugiu à Croácia com seus irmãos Brano e Estêvão. Em 894, Brano retornou e liderou uma rebelião mal-sucedida contra Pedro, sendo derrotado, capturado e cegado (à bizantina), enquanto Pribéstlabo foi à capital bizantina, onde Zacarias foi criado. Zacarias foi enviado em 920 por Romano I Lecapeno (r. 920–944) para retomar trono (como herdeiro legítimo). Ele foi capturado por búlgaros ou por Paulo (r. 917–921), sucessor de Pedro, que enviou-o ao cã Simeão I (r. 893–927).
Em seguida, os bizantinos enviaram emissários a Paulo, tentando torná-lo aliado; no meio tempo, os búlgaros começaram a doutrinar Zacarias. Em 921, Paulo foi convencido e começou a preparar-se para atacar a Bulgária. À época, Simeão estava com suas tropas concentradas na Trácia, sitiando cidades. Ao ser alertado do evento, reuniu algumas tropas e enviou-as sob Zacarias contra a Sérvia com a promessa de dar-lhe o trono se derrotasse Paulo. A intervenção foi bem-sucedida e Zacarias ganhou o controle da Sérvia na primavera de 922. Novamente, um aliado búlgaro estava no trono búlgaro.
Zacarias, que provavelmente ressentia os búlgaros após captura, viveu muito tempo em Constantinopla e foi muito influenciado pelos bizantinos. Por conta disso, ele não foi muito convencido por Simeão. Era natural que os sérvios eram pró-bizantinos e pró-búlgaros; os bizantinos estavam distantes e ofereciam maior independência, enquanto a poderosa Bulgária interferia com seu vizinho. No fim, Zacarias recomeçou sua aliança com o Império Bizantino. As fontes bizantinas chamavam-o arconte ou arcontópulo (em grego medieval: ἀρχοντόπουλος).
Zacarias começou a unir as tribos eslavas junto a fronteira comum com a Bulgária para se rebelar. Em 923, Simeão enviou número insuficiente de tropas para debelar os rebeldes; os generais Marmais e Teodoro Sigritzes foram mortos e suas cabeças e armas foram enviadas por Zacarias como presentes aos bizantinos. Foi após Simeão tentar aliar-se com o Califado Fatímida para um cerco naval a Constantinopla e a derrota das tropas búlgaras na luta contra Zacarias que ele decidiu reunir-se com Romano. Em setembro de 923, Simeão chegou em Constantinopla, exigindo uma reunião com o imperador. Durante a reunião, Romano conseguiu agitá-lo, perguntando como o búlgaro podia viver com tanto sangue em suas mãos. A paz foi discutida, mas Simeão partiu antes de quaisquer termos serem assinados. Presumivelmente Simeão queria manter a paz com os gregos para que pudesse lidar com o problema sérvio.
Em 924, grande exército búlgaro foi enviado à Sérvia sob comando de Tzéstlabo, seu segundo primo, Cnemo, Hemneco e Etzbóclias.  O exército arrasou boa parte da Sérvia, forçando Zacarias a fugir à Croácia. Simeão convocou todos os zupanos sérvios para prestarem homenagem ao príncipe, mas em vez disso fez todos cativos, anexando a Sérvia. A Bulgária expandiu consideravelmente suas fronteiras, agora avizinhando seu aliado Miguel da Zaclúmia e a Croácia, para onde Zacarias se exilou. A ocupação búlgaro perdurou por três anos, quando Tzéstlabo retorna a Sérvia e recria o principado.